# Колупаев, Захар Иванович
Заха́р Ива́нович Колупа́ев (? — после 1917) — русский купец 2-й гильдии, почётный гражданин Ижевска.

## Биография
Захар Иванович Колупаев появился в посёлке Ижевский завод (ныне — город Ижевск) в 70-е годы XIX века и стал первым местным ассенизатором. В то время посёлок превосходил по площади и населению любой населенный пункт Вятской губернии, однако оставался плохо благоустроенным: все отхожие места располагались под стоками отработанной воды, поэтому все нечистоты попадали непосредственно в воду и уносились в реку Иж, откуда долгое время брало воду всё население заречной стороны завода. Туда же сваливался и весь мусор из огромного заводского двора. Город обратился к Колупаеву, чтобы он организовал «контору по очистке и уборке города». Для этих целей он получил долговременную ссуду и на некоторое время был освобожден от налогов. Также создал несколько бригад, каждая из которых отвечала за определённый участок Ижевска. При необходимости — при очистке заводских конюшен и уборных — объявлялся общий сбор.
В первую очередь отходы и нечистоты вывозились с оружейного завода. При православных храмах туалеты чистились бесплатно, а мусульманскими мечетями и вовсе занимался специальный татарский экипаж. Место для захоронения отходов было организовано подальше от поселений — в районе речки Карлутки.
После завода наибольшее количество лошадей, служивших основной тягловой силой, было у Колупаева, и для их содержания Захаром Ивановичем были выстроены две конюшни: одна в центре, другая на берегу Ижа у Долгого моста. Также у Долгого моста его стараниями в Ижевске появилась первая общественная баня, прозванная по фамилии владельца Колупаевской, работавшая с 1917 по 1930-е годы. Здесь могли мыться все желающие, но наибольшей популярностью она пользовалась у рабочих металлургического и оружейного заводов. Здание бани сохранилось до наших дней.
Купец взял под свой контроль и значительную часть извозчичьей биржи и обеспечивал перевозки в Глазов, Сарапул и Воткинск. Он организовал и бригаду дорожных рабочих, которые выполняли дренажные работы, засыпали канавы и овраги, настилали деревянные тротуары.
Кроме того, Колупаев создал первую в городе контору по оказанию ритуальных услуг, в которой работали три катафалка. Талантливый купец охватил своим вниманием почти все области услуг: его люди тачали сапоги и ботинки, катали валенки, ремонтировали посуду.